# かにめし

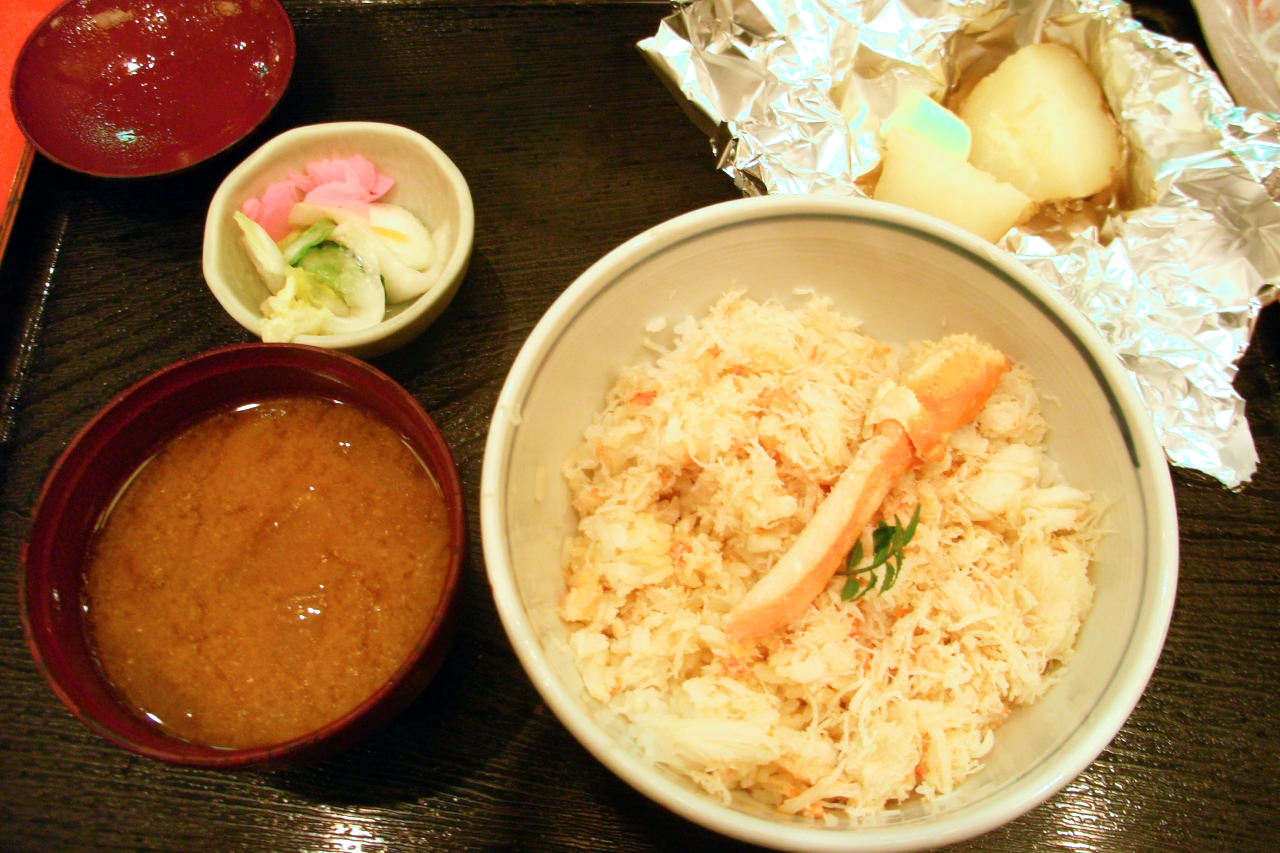
かにめし

かにめしとは、ボイルした蟹肉を炊いた酢飯、白飯、炊き込みご飯などの米の上に散らすか混ぜ込む日本の料理である。

## 概要
長万部駅で駅弁の販売を行っていた長万部駅構内立売商会（後に「かにめし本舗かなや」と改名）が昭和25年に考案したのが始まり。もともと旬の時期に人気を博していた駅売りの茹で蟹を、通年販売できる商品にするのが目的で作られ、50種類以上の試作の末に商品化された。後に森のいかめしと並んで北海道を代表する駅弁となった。かにめし本舗かなやは「かにめし」を商標登録していたが、地元の商業発展のために商標を解放したため、後発の「かにめし」がいくつも登場するようになった。かにめしの包装紙にもかつては商標登録があることが記載されていたが、近年は商標登録表示が消えている 。
厳密には定義することはできないが、蟹肉と飯を使った料理をかにめしと称する。一般的には蟹肉はほぐしたものが使われるが、稀にほぐさず剥き身の状態で飯の上にのせるものもある。酢飯に蟹肉を散らす場合、ちらし寿司との境界は不明瞭であり、蟹肉に特化したものをちらし寿司と呼ばずにかにめしと特に称したものである。
一部のかにめしでは、飯を炊く際には蟹の内子や外子、いわゆる蟹味噌といった部位を含む甲羅全体をいれ、蟹の風味や旨味を飯に染み込ませる。これは蟹を捕獲する漁師の家庭でしばしば用いられていた料理法で、日本海側の漁師町の郷土料理にもなっている。これらの蟹を名産とする地方では、地元の名産品として駅弁となっていることが多い。

## かにめしの駅弁がある駅

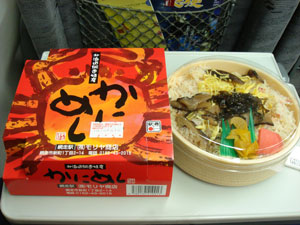
網走駅のかにめし（2006年12月）

ここでは、「かにめし」と名乗らないまでも実質「かにめし」状態となっているものも含めて取り上げる。
- ズワイガニ又はベニズワイガニ
  - 「かにめし」函館本線長万部駅駅　（有）かにめし本舗かなや - 日本で最も長い歴史をもつかにめし[4]でかつてはケガニを使用していたが現在はズワイガニが主に使われている[5]。
  - 「わっかないかに弁当」宗谷本線稚内駅　ふじ田食堂
  - 「かにめし」釧網本線網走駅　（株）守屋商店
  - 「おたるかにめし」函館本線小樽駅　（株）小樽駅構内立売商会
  - 「かにすし」北陸本線加賀温泉駅　高野商店
- 「越前かにめし」北陸本線福井駅・武生駅　番匠本店
  - 「元祖かに寿し」山陰本線鳥取駅　（株）アベ鳥取堂
  - 「カニ寿司」山陰本線出雲市駅　黒崎
- タラバガニ
  - 「たらば寿し」根室本線釧路駅　釧祥館
  - 「たらばがにべんとう」函館本線札幌駅　（株）札幌駅立売商会
  - 「かにめし」石北本線遠軽駅　（有）岡村べんとう屋 - ズワイガニとの混合、特急オホーツクの車内販売終了にともない2015年3月製造終了

## かにめしの空弁がある空港
- 「かにめし」函館空港　（有）かにめし本舗かなや - 函館空港限定の商品で駅弁「かにめし」とは別アレンジとなっており、2014年7月現在土日祝のみの販売[6]。